# Myconus trivittata
Myconus trivittata är en insektsart som beskrevs av Ronald Gordon Fennah 1950. Myconus trivittata ingår i släktet Myconus och familjen vedstritar. Inga underarter finns listade i Catalogue of Life.